# Guhang
Guhang is een bestuurslaag in het regentschap Aceh Barat Daya van de provincie Atjeh, Indonesië. Guhang telt 456 inwoners (volkstelling 2010).